# Manuel Crisolores
Manuel Crisolores o Crisoloras (Manuel Chrysoloras, Μανουὴλ ὅ Χρυσόλωρας), escriptor grec romà d'Orient que va aportar un renaixement a la literatura grega al segle xiv a l'Europa occidental.
Fou enviat per Joan V Paleòleg com a ambaixador a les corts occidental vers el 1389 per demanar ajut contra els otomans, i més tard es va establir a Itàlia i fou mestre de Leonardo Aretino, Leonardo Bruni, Poggio Bracciolini, Francesco Filelfo, Francisco Strozzi i altres.
Va morir quan anava al Concili de Constança, just en arribar a aquesta ciutat l'abril del 1415.
Les seves obres principals Epistolae III de Comparatione Veteris et Novae Romae i Ἐρώτηματα.

## Estada a Catalunya
L'any 1406 Crisolores es desplaçà des de Constantinoble fins a Catalunya com a ambaixador de l'emperador Manuel Paleòleg davant del rei Martí, a qui portà diverses relíquies que aquest desitjava posseir. En el seu passaport de sortida, del dia 7 d'abril de 1407, diu que portava llibres en el seu equipatge.